# Brookesia superciliaris
Brookesia superciliaris är en ödleart som beskrevs av  Heinrich Kuhl 1820. Brookesia superciliaris ingår i släktet Brookesia och familjen kameleonter. IUCN kategoriserar arten globalt som livskraftig. Inga underarter finns listade.